# 영점구일칠
"영점구일칠"은 1987년에 개봉한 대한민국의 영화이다.

## 캐스팅
- 유인촌
- 나영희
- 이순재
- 유민
- 김주연
- 장정국
- 길달호
- 마도식
- 이재용
- 정유경
- 박정애
- 여수연
- 송미령
- 장미영
- 김연숙